# Douglas (ur. sierpień 1990)
Douglas Pereira dos Santos (ur. 6 sierpnia 1990 w Monte Alegre) – brazylijski piłkarz, występujący na pozycji obrońcy. Reprezentant Brazylii do lat 20.

## Kariera klubowa
Douglas w dorosłej piłce zadebiutował w Goiás EC, w klubie, którego jest wychowankiem. W drużynie tej w zadebiutował w meczu z Grêmio na Estádio Olímpico Monumental, który jego drużyna zremisowała. Pierwszą bramkę dla Goiás zdobył 15 lipca 2011 roku w meczu brazylijskiej Série B przeciwko EC Vitória. Sezon zwieńczony 5 bramkami załatwił mu transfer do grającego poziom wyżej São Paulo. Z tym klubem podpisał trzyletni kontrakt. 
W São Paulo zadebiutował w spotkaniu z Ponte Preta. Pierwszą bramkę dla klubu zdobył 14 października 2012 roku w meczu ligowym Série A przeciwko Figueirense FC. W grudniu tego samego roku zdobył swoje pierwsze mistrzostwo klubowe, a mianowicie puchar Copa Sudamericana pokonując w finale argentyńskie Club Atlético Tigre. Douglas w całym turnieju rozegrał 6 spotkań. Sezon przypadający na rok 2014 zakończył po 10 meczach rozegranych dla São Paulo, gdyż latem podpisał kontrakt z FC Barceloną. Klub z Katalonii ogłosił transfer Brazylijczyka za 4 miliony euro. 24-letni piłkarz związał się z Barceloną pięcioletnią umową. 
Brazylijczyk nie przebił się w klubie z Barcelony, nie był w stanie konkurować ze swoim rodakiem, Danielem Alvesem. Sezon 2014/15 zakończył z 2 meczami ligowymi dla Barcelony, w których zagrał lekko ponad 90 minut. W wygranym przez Blaugranę Pucharze Króla zagrał 3 spotkania i zaliczył asystę. FC Barcelona zakończyła sezon zdobywając potrójną koronę wygrywając tego samego roku Ligę Mistrzów oraz hiszpańską LaLigę. Kolejny sezon FC Barcelona zwieńczyła zwycięstwem w Superpucharze Europy, Pucharze Króla oraz w LaLidze. W ten sposób Douglas miał na koncie medale za zwycięstwo w 6 różnych rozgrywkach europejskich po zaledwie 8 spotkaniach. Stał się przez to obiektem memów internetowych. 26 sierpnia 2016 roku został wypożyczony na sezon do Sportingu Gijón. Dla klubu z Asturii rozegrał 21 spotkań ligowych zdobywając przy tym 3 bramki. Sporting ostatecznie nie utrzymał się w hiszpańskiej LaLidze spadając klasę rozgrywkową niżej. Po sezonie wrócił do Barcelony. W 2017 roku udał się na kolejne roczne wypożyczenie, tym razem do Benfiki Lizbona. Dla klubu ze stolicy Portugalii rozegrał zaledwie 5 spotkań ligowych. Rok później również na zasadzie wypożyczenia trafił do tureckiego Sivassporu, gdzie rozegrał 32 spotkania ligowe, zdobywając przy tym 3 bramki i 7 asyst. Wraz z końcem sezonu 2018/19 Brazylijczykowi wygasał kontrakt z Barceloną. Douglas znalazł angaż ponownie w Turcji, tym razem w Beşiktaşie.
W Beşiktaşie zadebiutował 31 sierpnia 2019 roku w spotkaniu ligowym przeciwko Rizesporowi. Przez cały sezon 2019/20 Brazylijczyk rozegrał w tureckim klubie zaledwie 7 spotkań, z czego 5 w Süper Lig.

## Statystyki
(aktualnie na dzień 15 lipca 2022)
| Sezon:  | Klub:                   | Kraj:      | Rozgrywki:    | Mecze: | Gole: |
| ------- | ----------------------- | ---------- | ------------- | ------ | ----- |
| 2007    | Goiás EC                | Brazylia   | Série A       | 2      | 0     |
| 2008    | Goiás EC                | Brazylia   | Série A       | 0      | 0     |
| 2009    | Goiás EC                | Brazylia   | Série A       | 14     | 0     |
| 2010    | Goiás EC                | Brazylia   | Série A       | 24     | 0     |
| 2011    | Goiás EC                | Brazylia   | Série B       | 26     | 5     |
| Suma:   | Suma:                   | Suma:      | Suma:         | 66     | 5     |
| 2012    | São Paulo               | Brazylia   | Série A       | 33     | 2     |
| 2012    | São Paulo               | Brazylia   | Série A       | 26     | 1     |
| 2013    | São Paulo               | Brazylia   | Série A       | 10     | 1     |
| Suma:   | Suma:                   | Suma:      | Suma:         | 69     | 4     |
| 2014/15 | FC Barcelona            | Hiszpania  | LaLiga        | 2      | 0     |
| 2015/16 | FC Barcelona            | Hiszpania  | LaLiga        | 1      | 0     |
| 2016/17 | → Sporting Gijón (wyp.) | Hiszpania  | LaLiga        | 21     | 3     |
| 2017/18 | → SL Benfica (wyp.)     | Portugalia | Primeira Liga | 5      | 0     |
| 2018/19 | → Sivasspor (wyp.)      | Turcja     | Süper Lig     | 32     | 3     |
| Suma:   | Suma:                   | Suma:      | Suma:         | 3      | 0     |
| 2019/20 | Beşiktaş JK             | Turcja     | Süper Lig     | 5      | 0     |
| 2020/21 | Beşiktaş JK             | Turcja     | Süper Lig     | 0      | 0     |
| 2021/22 | Beşiktaş JK             | Turcja     | Süper Lig     | 0      | 0     |
| Suma:   | Suma:                   | Suma:      | Suma:         | 5      | 0     |

## Kariera reprezentacyjna
Douglas był członkiem drużyny Reprezentacji Brazylii U-20, którą reprezentował na Mistrzostwach Ameryki Południowej U-20 2009 oraz Mistrzostwach Świata U-20 2009. Tą pierwszą imprezę udało się drużynie młodzieżowej Canarinhos wygrać. Douglas podczas tego turnieju rozegrał 5 spotkań.